# Ievhènia Vissotska
Ievhènia Vissotska (en ucraïnès Євгенія Висоцька) (11 de desembre de 1975) és una ciclista ucraïnesa, professional des del 2010 i actualment a l'equip Conceria Zabri-Fanini. Guanyadora de diferents cops del Campionat nacional en ruta i del de contrarellotge. Va participar en els Jocs Olímpics de Pequín.

## Palmarès
- 1997
  -  Campiona d'Ucraïna en ruta
- 2009
  -  Campiona d'Ucraïna en ruta
  -  Campiona d'Ucraïna en contrarellotge
- 2016
  -  Campiona d'Ucraïna en ruta
  -  Campiona d'Ucraïna en contrarellotge
- 2017
  -  Campiona d'Ucraïna en ruta
  -  Campiona d'Ucraïna en contrarellotge
- 2018
  - 1a a l'Horizon Park Women Challenge